# Центральное кладбище Монтевидео
Центральное кладбище (исп. Cementerio central) — кладбище в Баррио Сур, Монтевидео, одно из главных кладбищ в Уругвае. Оно также входит в число самых популярных в стране, учитывая, что большинство известных уругвайцев похоронено именно там.
Основано в 1835 году и расположено в южной части города.
Изначально находилось далеко от города, в основном из-за постоянной угрозы эпидемии. Однако, в связи с быстрым развитием и ростом Монтевидео в течение и XX века, теперь Центральное кладбище окружено мегаполисом.
Кладбище стало весьма популярным после 1858 года. Это было одно из первых кладбищ в стране в то время, когда захоронения ещё проводились Католической Церковью.
Вход, спроектированный и построенный после Уругвайской Гражданской войны (1839—1852), — работа итальянского скульптора Бернардо Понсини. Также на кладбище представлены несколько статуй работы Хосе Беллони и Луиса Хосе Соррилья де Сан-Мартин.